# Gammel Lundtoftevej
Gammel Lundtoftevej er en gade i Kongens Lyngby der begynder ved Lyngby Hovedgade umiddelbart syd for Mølleåen, går igennem Bondebyen og ender ved Toftebæksvej der fortsætter som Lundtoftevej mod Danmarks Tekniske Universitet og Lundtofte.
Der er en række interessante historiske bygninger på Gammel Lundtoftevej.
Gammel Lundtoftevej 1–3 er de gamle bygninger fra Dansk Gardin & Textil Fabrik, der en årrække var Lyngby's største arbejdsgiver.
Blandt de firmaer der i moderne tid har haft til huse i bygningerne er den lokale avis Det grønne Område, Bang & Olufsen virksomheden ICEpower, Porcelænsfabrikken Danmark - Lyngby Porcelæn og Maersk Drilling.
Ved side af de gamle fabriksbygninger ligger bygningen med boligforretningen ILVA som nr. 5.
Umiddelbart nord for ILVA går Nærumbanen over gaden.
Efter banen ligger blomsterhandleren Stade's Blomster som nummer 11.
Gammel Lundtoftevej nr. 31 kaldes Støvlet-Katrines hus, da Støvlet-Katrine skal have boet i et hus der stod på grunden før den nuværende bygning blev opført. 
Støvlet-Kathrines Hus har været fredet siden 1979.
Fredningen opfatter to bygninger, dels stuehuset med tilbygning og dels udhuset.
Stuehuset er på 129 kvadratmeter og et hvidmalet bindingsværk med stråtag.
Gammel Lundtoftevej er lukket i nord for biltrafik omkring nr. 37 Bondebyens Stenhuggeri.